# Siboy
Siboy, né le 22 mars 1991 à Brazzaville au Congo, est un rappeur, chanteur et beatmaker français originaire de Mulhouse dans le Haut-Rhin.

## Biographie

### Jeunesse et débuts
Siboy naît le 22 mars 1991 à Brazzaville. En 1997, ses parents fuient la guerre civile et débarquent près de Tours avant d'aller à Paris. Sans domicile fixe, Siboy et ses parents dormaient dehors et dans les bouches du métro parisien avant d'être logés dans des hôtels par l'État. Sa famille déménage de nombreuses fois avant de définitivement s'installer à Mulhouse.
Grand fan de rap, notamment de la scène trap d'Atlanta qu'il découvre à l'âge de 15 ans, Siboy devient beatmaker et collabore notamment avec Kozi, Kennedy et Seth Gueko. Il affirme être devenu rappeur de manière assez hasardeuse : un ami ayant oublié son matériel de studio chez lui, Siboy s'essaie au rap et vit cela comme un déclic,. À présent lancé dans une carrière, il décide d'arborer une cagoule pour préserver son anonymat.

### Notoriété etSpécial(2014-2017)
Son titre Mailler, sorti en 2014, gagne l'attention du rappeur des Hauts-de-Seine : Booba, qui le signe sur son label 92i Records en avril 2015. Booba l'invite à figurer sur son album Nero Nemesis dans le morceau Zer, aux côtés de Benash. À ce titre, Siboy participe au concert de Booba à Bercy le 5 décembre. 
Son morceau Enemy figure sur la bande originale du film Divines, récompensé par la Caméra d'or au festival de Cannes 2016.
En octobre 2016 il révèle le morceau Éliminé, puis invite Booba sur le titre Mula sorti le 13 janvier 2017. Siboy participe au premier album studio de son acolyte Benash dans le morceau Check tout en laissant planer le doute sur l'avancée de son propre projet. Finalement c'est Au revoir, merci, sorti le 6 mai, qui annoncera clairement la sortie imminente d'un album.
Le 30 juin 2017, Siboy sort son premier album studio intitulé Spécial pour lequel il collabore avec Nk.F et qui s'écoule à 5 856 exemplaires lors de sa première semaine d'exploitation. Avec 15 titres, l'album montre un style très varié, de la trap à l'afro tout en restant dans l'univers particulier de Siboy. Parmi les morceaux cités plus haut, seul Au revoir, merci sera présent sur l'album qui n’inclue d'ailleurs qu'une seule collaboration : Mobali avec Damso et Benash. Le 2 janvier 2025, l'album est certifié platine par le SNEP.
Ce morceau, grand public et dansant, est particulièrement remarqué. En juillet, un clip tourné en Guadeloupe couronne le succès de Mobali qui sera finalement certifié single de diamant en septembre avec 35 millions d'équivalents streams.

### Twapplifeet fin de carrière (2018-2024)
Après avoir sorti son premier album Spécial, Siboy est apparu sur le projet Jeune loup de Nyda.
En été 2018, Siboy reviens avec un nouveau single Cagoulé, morceau marqué par son instru rythmé qui a pris plusieurs par surprise. Après 2 mois, il revient avec Goût cerise, morceau sombre comme ceux qu'il faisait à ses débuts. Ensuite il sortira Nwaar en fin 2018, le premier extrait de son prochain album : Twapplife.
Il apparaît sur le titre Ennemis de l'EP Obscvr de Bridjahting, le rappeur guadeloupéen qui avec déjà collaboré avec Booba sur son album D.U.C, sur le morceau Mové lang avec Gato Da Bato.
Siboy sort ensuite le morceau Pistolet et il est ensuite invité sur Îcone, le premier album de Cheu-B du groupe XVBARBAR, où il pose sur le titre Tout va bien, et ensuite il est invité par Jok'Air sur Jok’Travolta : La fièvre, la version augmentée de son album Jok'Travolta, il posera sur le morceau Ocho cinco accompagné de M.O Thug.
Après avoir apparu avec Kodes, Skaodi et Koba LaD sur le clip de morceau Du lundi au lundi de Niska, Siboy est invité par le groupe 4Keus sur leur album Vie d'artiste, où il posera sur le morceau En bas avec Bné, Djeffi Jack et Tiakola. Et finalement, il sort le deuxième et dernier extrait de son album intitulé Qu’est-ce que tu fais ?, le morceau a surpris et choqués plusieurs de ses fans dû à l'ambiance dansante du titre.
Son deuxième album Twapplife sort le 8 novembre 2019, le seul invité présent est Naza, qu'il avait donné un clin d'œil sur son couplet dans Ocho cinco de Jok'Air. L'album a reçu des réactions mixes, et beaucoup de ses fans trouvent que Siboy s'est adouci pendant son absence. Quelque semaines plus tard, Siboy rajoute ses 3 singles : Cagoulé, Goût cerise et Pistolet comme bonus sur l'album en streaming.
En 2019, après la sortie de son deuxième projet, Siboy cesse de poster sur les réseaux sociaux. On apprend par la suite que le rappeur ne fait plus partie du 92i, label de Booba, qui n'a encore rien communiqué à ce sujet. Selon Gradur, qui l’a contacté en 2024 pour son projet d’album 100% Kongo, Siboy a mis un terme à sa carrière. 

## Discographie

### Singles
| Année | Titre                               | Meilleure position | Meilleure position | Meilleure position | Certifications           | Album     |
| Année | Titre                               | FR                 | WAL                | SUI                | Certifications           | Album     |
| ----- | ----------------------------------- | ------------------ | ------------------ | ------------------ | ------------------------ | --------- |
| 2014  | O'Yebi                              | —                  | —                  | —                  | —                        | —         |
| 2014  | Ouragan                             | —                  | —                  | —                  | —                        | —         |
| 2014  | Kiubb 1                             | —                  | —                  | —                  | —                        | —         |
| 2014  | Kiubb 2                             | —                  | —                  | —                  | —                        | —         |
| 2014  | Mailler                             | —                  | —                  | —                  | —                        | —         |
| 2014  | Kiubb 3                             | —                  | —                  | —                  | —                        | —         |
| 2014  | C'est faux                          | —                  | —                  | —                  | —                        | —         |
| 2014  | Miranda                             | —                  | —                  | —                  | —                        | —         |
| 2015  | Pas de maladresse                   | —                  | —                  | —                  | —                        | —         |
| 2015  | Doué                                | —                  | —                  | —                  | —                        | —         |
| 2015  | Lelo                                | —                  | —                  | —                  | —                        | —         |
| 2015  | Low                                 | —                  | —                  | —                  | —                        | —         |
| 2015  | Barbarie                            | —                  | —                  | —                  | —                        | —         |
| 2015  | Enemy                               | —                  | —                  | —                  | —                        | —         |
| 2015  | Execution                           | —                  | —                  | —                  | —                        | —         |
| 2015  | JIA                                 | —                  | —                  | —                  | —                        | —         |
| 2016  | Éliminé                             | 138                | —                  | —                  | —                        | —         |
| 2016  | Paradis (avec Benash, Damso & Shay) | —                  | —                  | —                  | —                        | —         |
| 2017  | Mula (avec Booba)                   | 9                  | 32                 | —                  | —                        | —         |
| 2017  | Kiubb 4                             | —                  | —                  | —                  | —                        | —         |
| 2017  | Au revoir merci                     | 171                | Tip                | —                  | —                        | Spécial   |
| 2017  | Kiubb 5                             | —                  | —                  | —                  | —                        | —         |
| 2017  | Téléphone                           | 64                 | Tip                | —                  | —                        | Special   |
| 2017  | Mobali (avec Damso & Benash)        | 10                 | 6                  | —                  | - France (SNEP): Diamant | Special   |
| 2017  | Spécial                             | —                  | —                  | —                  | —                        | Special   |
| 2018  | Cagoulé                             | 93                 | —                  | —                  | - France (SNEP): Or      | Twapplife |
| 2018  | Goût Cerise                         | 162                | —                  | —                  | —                        | Twapplife |
| 2018  | Nwaar                               | —                  | —                  | —                  | —                        | Twapplife |
| 2019  | Pistolet                            | —                  | —                  | —                  | —                        | Twapplife |
| 2019  | Qu'est-ce que tu fais ?             | 151                | —                  | —                  | —                        | Twapplife |
| 2019  | Twapplife                           | —                  | —                  | —                  | —                        | Twapplife |
| 2019  | YPDQ                                | —                  | —                  | —                  | —                        | Twapplife |
| 2019  | Bourbier                            | —                  | —                  | —                  | —                        | Twapplife |

### Apparitions

#### Certifiée
| Année | Titre                     | Meilleure position | Meilleure position | Meilleure position | Certifications      | Album         |
| Année | Titre                     | FR                 | WAL                | SUI                | Certifications      | Album         |
| ----- | ------------------------- | ------------------ | ------------------ | ------------------ | ------------------- | ------------- |
| 2014  | En bas (4Keus avec Siboy) | 92                 | —                  | —                  | - France (SNEP): Or | Vie d'artiste |

#### Classée
| Année | Titre                            | Meilleure position | Meilleure position | Meilleure position | Certifications | Album        |
| Année | Titre                            | FR                 | WAL                | SUI                | Certifications | Album        |
| ----- | -------------------------------- | ------------------ | ------------------ | ------------------ | -------------- | ------------ |
| 2014  | Zer' (Booba avec Benash & Siboy) | 120                | —                  | —                  | —              | Nero Nemesis |

#### Sans certification ni classement
- 2015 : Juicy P - Mollo (sur la compilation Bikrav Tour)
- 2015 : Siboy - Enemy (sur la bande originale par Demusmaker pour le film Divines)
- 2015 : Cahiips avec Gradur & Siboy - Fucked up
- 2017 : Benash - Check (sur l'album CDG)
- 2017 : Cahiips avec Nyda & Siboy - Maudit ou béni
- 2018 : Nyda - Qu’est-ce qui se passe ? (sur la mixtape Jeune loup)
- 2019 : Bridjahting - Ennemies (sur l'EP Obscvr)
- 2019 : Jok'Air avec M.O Thug & Siboy - Ocho Cinco (sur l'album Jok'Travolta)
- 2019 : Cheu-B - Tout va bien (sur l'album Icône)

### Productions
- 2014 : Siboy - O'Yebi (avec son label et collectif Marabouts Music)
- 2014 : Siboy - Ouragan (avec son label et collectif Marabouts Music)
- 2014 : Siboy - Kiubb 1
- 2014 : Siboy - Kiubb 2 (avec son label et collectif Marabouts Music)
- 2014 : Siboy - C'est faux (avec son label et collectif Marabouts Music)
- 2015 : Siboy - Pas de maladresse (avec son label et collectif Marabouts Music)
- 2015 : Siboy - Doué (avec son label et collectif Marabouts Music)
- 2015 : Juicy P avec Siboy - Mollo (avec son label et collectif Marabouts Music sur la compile Bikrav Tour de Juicy P)
- 2016 : SLC avec Rimkus - #Bipolaire